# 52ヘルツの鯨

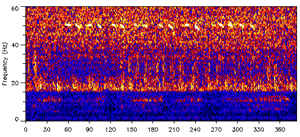
ワトキンスらによって報告された52Hzのクジラ"とされるもの"のスペクトログラム。2000年録音

52ヘルツの鯨（52ヘルツのくじら、英語: 52-hertz whale）は、正体不明の種の鯨の個体である。その個体は非常に珍しい52ヘルツの周波数で鳴く。この鯨ともっとも似た回遊パターンをもつシロナガスクジラやナガスクジラと比べて、52ヘルツは遥かに高い周波数である。この鯨はおそらくこの周波数で鳴く世界で唯一の個体であり、その鳴き声は1980年代からさまざまな場所で定期的に検出されてきた。「世界でもっとも孤独な鯨」とされる。

## 特徴
音紋は鯨のものに他ならず、その周波数だけが独特である。52ヘルツというのはチューバの最低の音よりわずかに高い。その呼び声のパターンはシロナガスクジラともナガスクジラとも似ておらず、ずっと高周波数で、短く、より頻繁である。シロナガスクジラは、普通10-39ヘルツで鳴く。ナガスクジラは20ヘルツである。52ヘルツの鯨の鳴き声はその繰り返しパターン・持続時間・音の並び方のばらつきが大きいにもかかわらず、その周波数と特徴的なまとまり方のために同定するのは容易である。1992年のころから比べてその声はわずかに低くなっており、おそらくこの鯨が成長・成熟したためにそうなったのだと推測されている。
52ヘルツの鯨の軌跡には、他の種の鯨の動きや存在との関連が見られない。その動き方はシロナガスクジラといくらか似ているが、動くタイミングはむしろナガスクジラに似ている。この鯨は、毎年8月-12月のいずれかに太平洋において同定されるのだが、1月か2月には水中マイクの観測範囲の外に去ってしまう。それは、北はアリューシャン諸島もしくはアラスカ州のコディアックアイランド郡まで、南はカリフォルニア沿岸まで、1日30-70キロメートルの速度で遊泳する。2002年-2003年の間に1シーズンで泳いだ距離は、最短708キロメートル、最長1万1062キロメートルであったと記録されている。
ウッズホール海洋研究所 (WHOI, Woods Hole Oceanographic Institution) の科学者らは、これまでにこの鯨の種を特定するに至っていない。彼らによると、この鯨は奇形であるか、シロナガスクジラとほかの種の鯨との混血であると推定されるという。彼らの研究チームは、この鯨が聾であると信じる聴覚障害者らからの問い合わせを受けたことがある。
どんな生物学的な原因があるにせよ、そのまれな高周波の声がこの鯨の生存の妨げになっているわけではないようである。この鯨が生存しており、おそらく成熟していることからして、この鯨はおそらく健康である。にもかかわらず、その独特な呼び声に類するものは他になく、その源はたったひとりである。それゆえに、この個体は世界でもっとも孤独な鯨と呼ばれている。

## 歴史
52ヘルツの鯨はウッズホール海洋研究所 (WHOI) のチームにより発見された。その呼び声は1989年に初めて聴取され、1990年から2001年までの11年間も聴取され続けた。1992年には、冷戦の終わりを受けて、アメリカ海軍が対潜水艦水中マイクアレイのSOSUSの一部機密を解除し、SOSUSが海洋学の研究に使えるようになった。2004年からは何度か声が記録され、2014年以降、この鯨は毎年見つけられるようになった。Woods Holeの研究者による研究は、アメリカ陸軍工兵司令部、アメリカ国防総省、アメリカ海洋漁業局、さらに海軍によって支援された。この神秘的な歌声はいくつか動画共有サービスに投稿されており、人々を魅了している。

## ドキュメンタリー
2014年10月にfeature-lengthのドキュメンタリーがJoshua Zemanによって撮影された。この映画『The Loneliest Whale: The Search for 52』は2021年にリリースされた。

## ショートフィルム
この鯨を追った2人の女性を綴った短い疑似ドキュメンタリー “The Loneliest”が2014年4月に Lilian Mehrel により作成され、アルフレッド・スローン賞を受賞した。